# 淮浜県
淮浜県（わいひん-けん）は中華人民共和国河南省信陽市に位置する県。

## 行政区画
- 街道:順河街道、浜湖街道、欄桿街道、桂花街道
- 鎮:馬集鎮、防胡鎮、新里鎮、期思鎮、趙集鎮
- 郷:台頭郷、王家崗郷、固城郷、三空橋郷、張里郷、鄧湾郷、張荘郷、王店郷、谷堆郷、芦集郷